# Municipio de Winfield (Minnesota)
El municipio de Winfield (en inglés: Winfield Township) es un municipio ubicado en el condado de Renville en el estado estadounidense de Minnesota. En el año 2010 tenía una población de 224 habitantes y una densidad poblacional de 2,37 personas por km².

## Geografía
El municipio de Winfield se encuentra ubicado en las coordenadas 44°50′26″N 95°3′41″O / 44.84056, -95.06139. Según la Oficina del Censo de los Estados Unidos, el municipio tiene una superficie total de 94.58 km², de la cual 94,44 km² corresponden a tierra firme y (0,15 %) 0,14 km² es agua.

## Demografía
Según el censo de 2010, había 224 personas residiendo en el municipio de Winfield. La densidad de población era de 2,37 hab./km². De los 224 habitantes, el municipio de Winfield estaba compuesto por el 99,11 % blancos, el 0,89 % eran asiáticos. Del total de la población el 0,89 % eran hispanos o latinos de cualquier raza.